# Єкатеринославка (Домбаровський район)
Єкатериносла́вка (рос. Екатеринославка) — село у складі Домбаровського району Оренбурзької області, Росія.

## Населення
Населення — 41 особа (2010; 110 у 2002).
Національний склад (станом на 2002 рік):
- казахи — 82 %